# PGA Kampioenschap 2010 (Nederland)

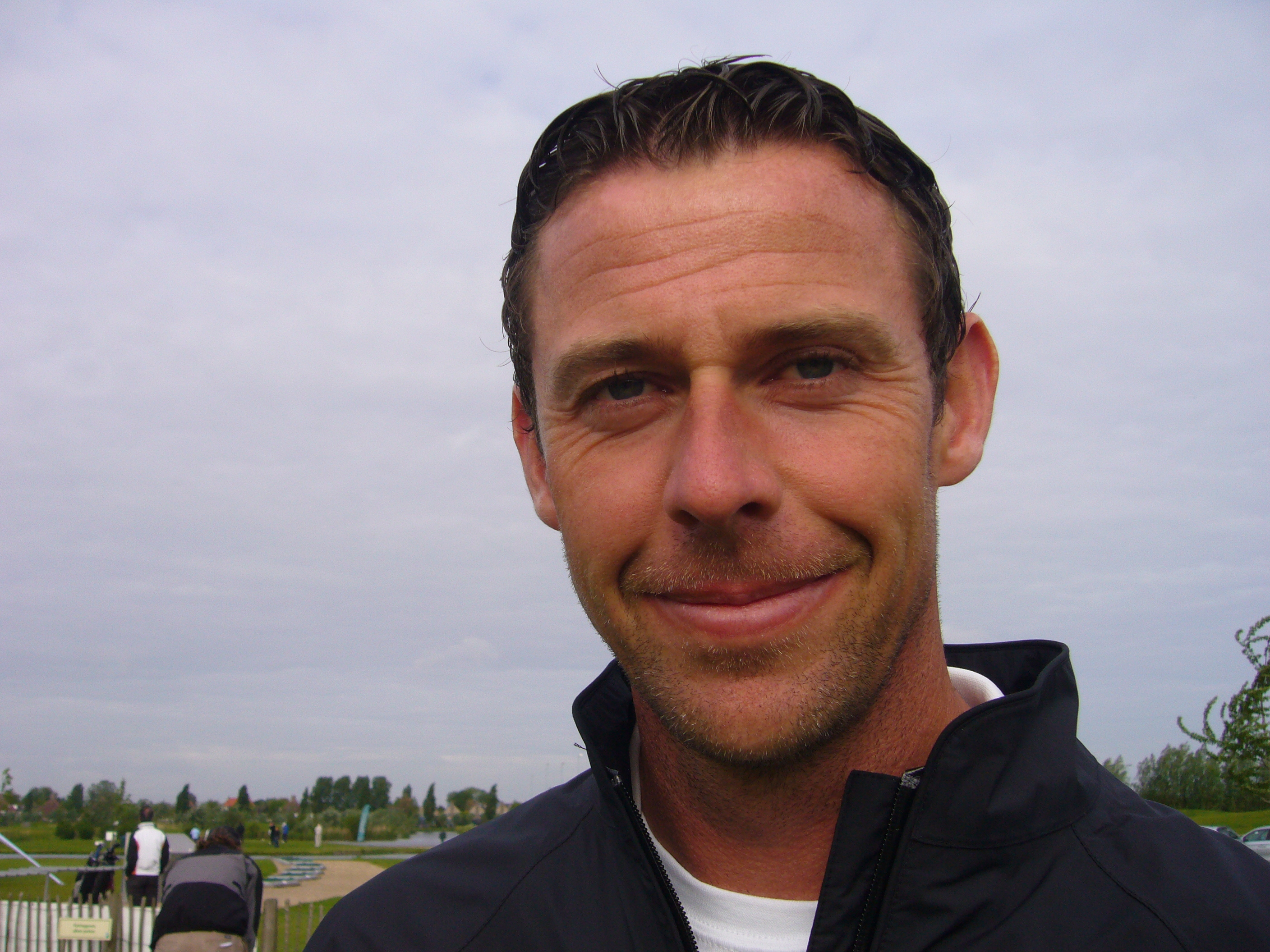
Ben Collier, winnaar 2010
leider ronde 1 en 3

Het Valvoline PGA Profkampioenschap van 2010 was van maandag 23 - donderdag 26 augustus en werd voor de derde keer op de baan van Maastricht International Golf gespeeld. Alle spelers zijn lid van PGA Holland. Het prijzengeld is €30.000, de winnaar krijgt hiervan € 4.000.
Op vrijdag 27 augustus werd een Pro-Am gespeeld. Burgemeester Gerd Leers gaf hiervoor om 10.00 uur het startschot.
Terwijl de heren hun derde en vierde ronde van het 81ste PGA kampioenschap spelen, wordt er ook een damestoernooi gespeeld, de Maastricht Dames. Achttien dames staan ingeschreven.

## Baan
Maastricht Internationaal ligt op de Dousberg en is een van de hoogstgelegen banen van Nederland.
| Hole   | 1   | 2   | 3   | 4   | 5   | 6   | 7   | 8   | 9   | Out  | 10  | 11  | 12  | 13  | 14  | 15  | 16  | 17  | 18  | In   | Totaal      |
| ------ | --- | --- | --- | --- | --- | --- | --- | --- | --- | ---- | --- | --- | --- | --- | --- | --- | --- | --- | --- | ---- | ----------- |
| Meters | 307 | 350 | 109 | 350 | 311 | 330 | 530 | 418 | 326 | 3031 | 170 | 441 | 152 | 375 | 410 | 475 | 208 | 460 | 360 | 3051 | Totaal 6082 |
| Par    | 4   | 4   | 3   | 4   | 4   | 4   | 5   | 4   | 4   | 36   | 3   | 5   | 3   | 4   | 4   | 5   | 3   | 5   | 4   | 36   | 72          |

#### Baanrecord
In 2008 zette Hiddo Uhlenbeck tijdens het Profkampioenschap het baanrecord op 65. In 2009 werd dat tijdens de vierde ronde verlaagd door Robin Swane, die vervolgens het toernooi won.

## Verslag

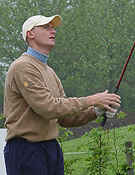
Joost Steenkamer
leider ronde 2

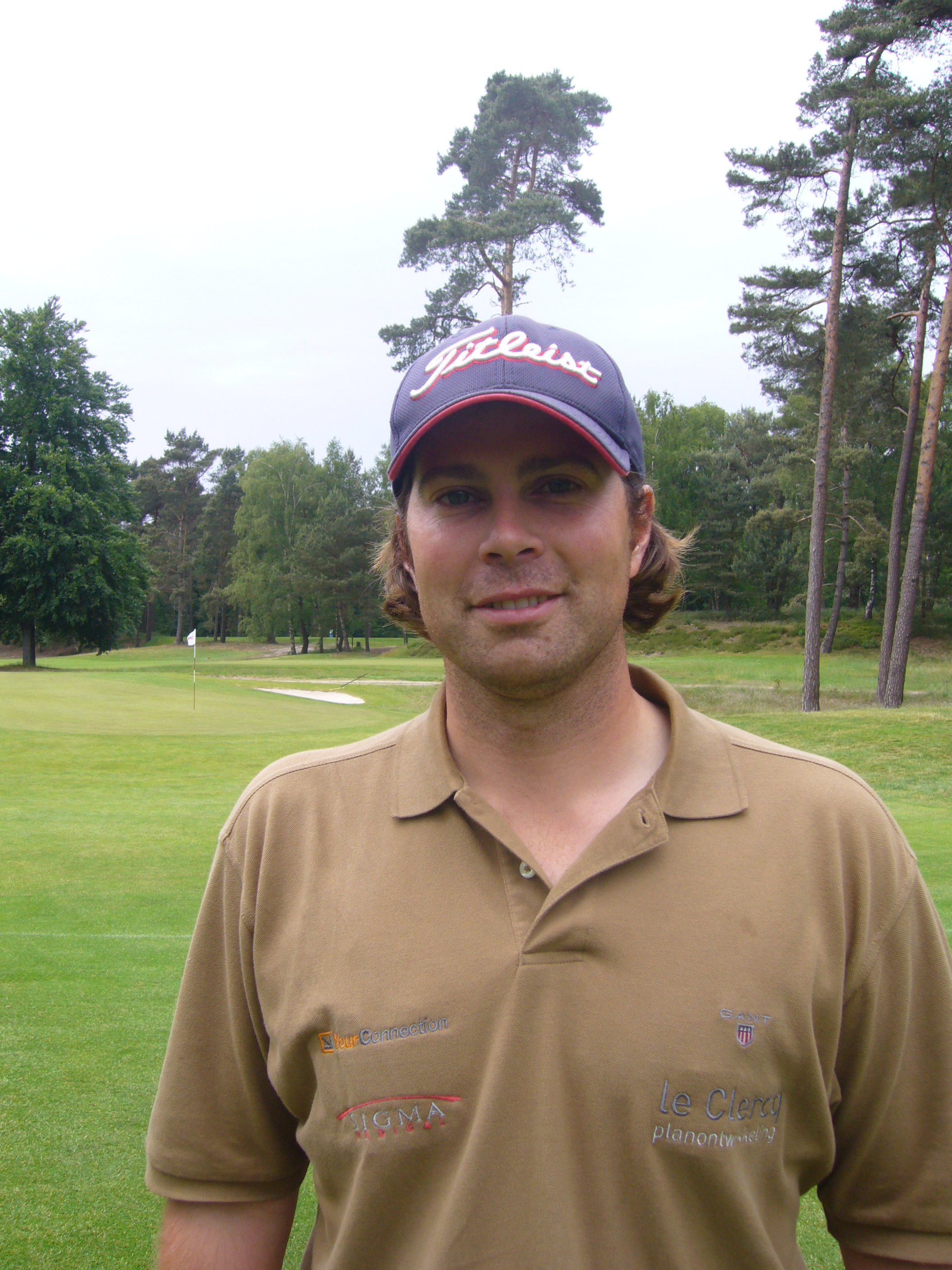
Hiddo Uhlenbeck
toernooirecord met 66

#### Ronde 1
De wind was vandaag zo hard dat de boom van Anne Frank doorgeknapt is. Toch hebben vijf spelers een score onder par binnengebracht. Ben Collier is aan de leiding gegaan met 69 (-3), John Bleys, Ralph Miller en Joost Steenkamer hebben -2 gemaakt, Sander van Duijn maakte -1.
- Volledige uitslag rond 1[dode link]

#### Ronde 2
Vandaag hebben acht spelers onder par gespeeld. Joost Steenkamer heeft weer een ronde van -2 binnengebracht hetgeen hem aan de leiding heeft geplaatst. John Bleys staat nog op de tweede plaats, nu samen met Ben Collier. 

Rolf Muntz heeft zich teruggetrokken, hij heeft weer last van zijn rugblessure.

#### Ronde 3
Hiddo Uhlenbeck maakte zes birdies op de eerste negen holes, daarna werd het wat wisselvalliger: drie bogeys, drie parren en drie birdies, en dus toch een mooie score van 65. Ben Collier heeft weer een ronde van 69 gemaakt en de leiding teruggenomen.

#### Ronde 4
Stand na 9 holes: Hoewel het slecht weer is in Maastricht, zijn de eerste negen holes onder par gespeeld door Edwin Derksen, Nicolas Nubé, Joost Steenkamer en Joes van Uden. Nubé staat met -3 nu op de tweede plaats, Collier is gezakt naar -5. De derde plaats wordt nu op -2 gedeeld door Steenkamer en Van Duijn. Alle andere spelers staan boven par.
De laatste negen holes zijn altijd beslissend. Ralph Miller maakte vier birdies en een eagle en leek nog een bedreiging te vormen, maar maakte een triple bogey op de laatste hole. Nubé maakte zes birdies en scoorde 67 wat hem naar de tweede plaats bracht. Collier had twee slagen voorsprong op hem toen hij op hole 18 afsloeg. Hij won met een score van 280 (-8).
- Score ronde 4[dode link] en Leaderboard[dode link]

| Eindstand | Naam             | R1 | Score | Nr  | R2 | Score | Totaal | Nr  | R3 | Score | Totaal | Nr | R4 | Score | Totaal |
| --------- | ---------------- | -- | ----- | --- | -- | ----- | ------ | --- | -- | ----- | ------ | -- | -- | ----- | ------ |
| 1         | Ben Collier      | 69 | -3    | 1   | 72 | par   | -3     | 2   | 69 | -3    | -6     | 1  | 70 | -2    | -8     |
| T2        | Nicolas Nubé     | 73 | +1    | T8  | 71 | -1    | par    | 4   | 71 | -1    | -1     | T4 | 67 | -5    | -6     |
| T2        | Sander van Duijn | 71 | -1    | 3   | 74 | +2    | +1     | 5   | 69 | -3    | -2     | T2 | 68 | -4    | -6     |
| 4         | Joost Steenkamer | 70 | -2    | T2  | 70 | -2    | -4     | 1   | 75 | +3    | -1     | T4 | 70 | -2    | -3     |
| 5         | Ralph Miller     | 70 | -2    | T2  | 76 | +4    | +2     | T6  | 70 | -2    | par    | 7  | 70 | -2    | -2     |
| 6         | Mark Reynolds    | 74 | +2    | T10 | 73 | +1    | +3     | T9  | 68 | -4    | -1     | T4 | 73 | +1    | par    |
| T7        | John Bleys       | 70 | -2    | T2  | 73 | +1    | -2     | 3   | 70 | -2    | +1     | T8 | 72 | par   | -2     |
| T7        | Hiddo Uhlenbeck  | 77 | +5    | T21 | 71 | -1    | +4     | T14 | 66 | -6    | -2     | T2 | 75 | +3    | +1     |

## De spelers
Er hebben zich 81 spelers ingeschreven.
| - Geert-Jan Bakker - Erik Bekker - Erwin van Bergen - Martin Biersteker - Rinus van Blankers - John Bleys - Meindert Jan Boekel - John Boerdonk - Thijs Boomsma - Rob van den Brink - Ben Collier - Simon Crosby - Celso Cyrus - Edwin Derksen - Robbie van Deijl - Jan Dorrestein - James W Doughtie - Sander van Duijn - Maarten van Eijck - Kars Gresel - Andrew Hastie | - Dave Hoekstra - Vincent Hoevenaars - Ferry Holthuysen - Jan-Willem van Hoof - Tjerk van der Horst - Jos van den Hurk - Alexander M. Iguchi - Floris Josten - Wim van Kaathoven - Jules Kappen - Rogier Kootker - Niels Kraaij - Gijs Kras - Niek Lapidaire - Sjors Lemmens - Wilfred Lemmens - Roy van der Loop - Stephane Lovey - Stuart Mathie - Michael Meerman - Thomas Merkx | - Ralph Miller (2008) - Lawrence Möger - Davey van Mulken - Rolf Muntz - Tammo Murris - Gary Nairn - Nicolas Nubé - Jan Maarten Nijhoff - René Nijhuis - Ron Plas - Patrick de Reus - Mark Reynolds (2007) - Alain Ruiz Fonhof - Xavier Ruiz Fonhof - Walter Ritzer - Bas Scheepens - Jesse Schmidt - Brian Schutz - Andres Scullion - Brian Seton - Michael Sombroek | - Tjeerd Staal - Joost Steenkamer - Arjan Stokman - Ronald Stokman - Robin Swane (2009) - Joes van Uden - Hiddo Uhlenbeck - Bronno Valk - Ricardo van de Venn - Dennis Vergever - Ron van der Vliet - Marcel Vollema - Ruben Wechgelaer - Martin Wedema - Jonathan Willis - Mark Whittingham - Michael Yarnhold - Jan Zwemmer |